# Водосховища України
Потреби господарського комплексу України зумовили необхідність будівництва великої кількості водосховищ, а також зарегулювання річкового стоку.

## Загальна характеристика
На території України налічується 1103 водосховища.

Морфометричні елементи водосховища

Вони утримують 55315,8 млн м³ води (величина повного об'єму), зокрема 8565,8 млн м³ — без 6-и водосховищ Дніпровського каскаду та 2-х Дністровських водосховищ (головного та буферного). В цілому, всі водосховища утримують об'єм води, що перевищує середній річний стік Дніпра.
Найбільші водосховища (загалом п'ять— Київське, Канівське, Кременчуцьке, Кам'янське, Дніпровське) створено на Дніпрі з 30-х по 70-і роки ХХ ст. На початку 80-х років було створено Дністровське водосховище. Значно меншими є водосховища у басейнах річок Південний Буг, Сіверський Донець та інші.
Останнім часом роботи по зарегулюванню стоку практично припинилися. Певною мірою це зумовлено значним використанням наявних природних ресурсів, а також необхідністю значних коштів на будь-яке гідротехнічне будівництво.

## Розташування по областях
Поширені водосховища по території України нерівномірно.
Найбільша кількість водосховищ зосереджена в посушливих центральних та південно-східних областях: Донецькій (130 водосховищ), Дніпропетровській (101), Кіровоградській (84).
Найменшу кількість водосховищ на своїй території мають Івано-Франківська та Чернівецька області — по три.
Передано в оренду місцевими органами виконавчої влади та органами місцевого самоврядування 431 водосховище , або 39 % від загальної кількості їх в країні.
Найбільше орендованих водосховищ у Кіровоградській (68 %), Донецькій (55 %), Харківській (54 %), Полтавській (51 %) областях.
Немає водосховищ в оренді у Івано-Франківській, Львівській та Херсонській областях.

## Наявність водосховищ у межах адміністративно-територіальних утворень України (безДніпровського каскадутаДністровських водосховищ)[1]
| Адмін.-тер. утворення  | Кількість вдсх, шт. | Площа вдсх, га | Об'єм вдсх (повний), млн м³ | В оренді, шт. | В оренді, га |
| ---------------------- | ------------------- | -------------- | --------------------------- | ------------- | ------------ |
| АР Крим                | 22                  | 3614           | 334,2                       | 1             | 65           |
| Вінницька обл.         | 52                  | 9658           | 293                         | 6             | 616          |
| Волинська обл.         | 9                   | 1960           | 36,4                        | 2             | 133          |
| Дніпропетровська обл.  | 101                 | 20100          | 909                         | 39            | 3243         |
| Донецька обл.          | 130                 | 18186          | 1746                        | 72            | 6990         |
| Житомирська обл.       | 54                  | 7744           | 181,7                       | 19            | 2439         |
| Закарпатська обл.      | 9                   | 1212           | 40,6                        | 7             | 995          |
| Запорізька обл.        | 28                  | 2474           | 74,8                        | 17            | 1137         |
| Івано-Франківська обл. | 3                   | 1631           | 63,5                        | -**           | -            |
| Київська обл.          | 62                  | 10250          | 194                         | 21            | 2573         |
| Кіровоградська обл.    | 84                  | 9501           | 264,3                       | 57            | 4306         |
| Луганська обл.         | 73                  | 7403           | 254                         | 34            | 2497         |
| Львівська обл.         | 20                  | 3288           | 67,1                        | -             | -            |
| Миколаївська обл.      | 45                  | 7585           | 374,7                       | 17            | 1231         |
| Одеська обл.           | 64                  | 58704          | 2106,7                      | 11            | 1498         |
| Полтавська обл.        | 69                  | 6470           | 149,9                       | 35            | 2724         |
| Рівненська обл.        | 12                  | 2925           | 47,8                        | 4             | 380          |
| Сумська обл.           | 43                  | 4657           | 99                          | 5             | 315          |
| Тернопільська обл.     | 26                  | 3579           | 79,3                        | 15            | 1940         |
| Харківська обл.        | 57                  | 33050          | 1497,3                      | 31            | 3220         |
| Херсонська обл.        | 14                  | 13743          | 138,3                       | -             | -            |
| Хмельницька обл.       | 51                  | 10961          | 258,2                       | 20            | 2636         |
| Черкаська обл.         | 38                  | 5918           | 118,7                       | 6             | 586          |
| Чернівецька обл.       | 3                   | 168            | 7,8                         | 2             | 138          |
| Чернігівська обл.      | 24                  | 2201           | 48                          | 10            | 1082         |
| м. Київ                | -*                  | -              | -                           | -             | -            |
| м. Севастополь         | 1                   | 604            | 64,2                        | -             | -            |
| Разом по Україні       | 3095                | 747586         | 275566,1                    | 3631          | 403743       |

Примітка: -* — водосховищ немає; -** — в оренді немає.

## Розташування по річкових басейнах
Найбільша кількість водосховищ в Україні зосереджена в басейні Дніпра (понад 45 %). Частка басейну Південного Бугу — 17 %, Дону (Сіверського Дінця) — понад 13 %.

## Наявність водосховищ у межахрайонів річкових басейнівна території України (безДніпровського каскадутаДністровських водосховищ)[1]
| Район річкового басейну   | Кількість вдсх, шт. | Площа вдсх, га | Об'єм вдсх (повний), млн м³ | В оренді, шт. | В оренді, га |
| ------------------------- | ------------------- | -------------- | --------------------------- | ------------- | ------------ |
| Вісли (Зах. Бугу та Сану) | 11                  | 3293           | 63,3                        | -*            | -            |
| Дунаю                     | 40                  | 53824          | 1975                        | 10            | 1300         |
| Дністра                   | 62                  | 11229          | 298,8                       | 16            | 1904         |
| Південного Бугу           | 186                 | 29952          | 893,2                       | 73            | 6186         |
| Дніпра                    | 498                 | 75062          | 2219,9                      | 205           | 20405        |
| Річок Причорномор'я       | 34                  | 4845           | 162,4                       | 8             | 1017         |
| Дону                      | 149                 | 43702          | 1997,1                      | 74            | 6230         |
| Річок Приазов'я           | 92                  | 21461          | 557,7                       | 43            | 3636         |
| Річок Криму               | 23                  | 4218           | 398,4                       | 1             | 65           |
| Разом по Україні          | 1095                | 247586         | 8565,8                      | 431           | 40743        |

Примітка: -* — в оренді немає.
Найменше водосховищ у районі річкового басейну Вісли (Західного Бугу та Сану) — 1 % від загальної кількості по країні.
Найбільше орендованих водосховищ у районі річкового басейну Дону (Сіверського Дінця) — близько 50 %, Дніпра — 48 %, річок Приазов'я — 47 %.
Немає орендованих водосховищ у районі річкового басейну Вісли (Західного Бугу та Сану).

## Характеристики основних водосховищ
| Назва водосховища                          | Місцезнаходження                   | Відстань від гирла, км | НПР, м | Площа, км² | Повний об'єм, млн м³ |
| ------------------------------------------ | ---------------------------------- | ---------------------- | ------ | ---------- | -------------------- |
| Київське                                   | р. Дніпро                          |                        | 103,0  | 922        | 3730                 |
| Канівське                                  | р. Дніпро                          |                        | 91,5   | 581        | 2500                 |
| Кременчуцьке                               | р. Дніпро                          |                        | 81,0   | 2252       | 13520                |
| Кам'янське                                 | р. Дніпро                          |                        | 64,0   | 567        | 2460                 |
| Дніпровське                                | р. Дніпро                          |                        | 51,4   | 410        | 3320                 |
| Дністровське                               | р. Дністер                         | 677,7                  | 121,0  | 142        | 2000                 |
| Краснопавлівське                           | Канал Дніпро — Донбас              | -                      | 120,0  | 35,0       | 410,0                |
| Карачунівське                              | р. Інгулець                        | 83,0                   | 59,0   | 44,8       | 308,5                |
| Вуглегірське                               | р. Лугань                          | 180                    | 167,5  | 15,1       | 162,0                |
| Ладижинське                                | р. Південний Буг                   | 400                    | 177,0  | 20,8       | 150,8                |
| Шолохівське                                | р. Базавлук                        | 19,0                   | 30,8   | 13,6       | 97,2                 |
| Ташлицьке                                  | балка Ташлик                       | 2,3                    | 99,5   | 8,6        | 86,0                 |
| Павлівське                                 | р. Кальміус                        | 45,0                   | 34,2   | 10,0       | 76,3                 |
| Зеленодольське                             | Канал Дніпро — Кривий Ріг          | -                      | 89,0   | 15,7       | 74,4                 |
| Чорнорічинське                             | р. Чорна                           | 27,4                   | 261    | 6,04       | 64,2                 |
| Сергіївське                                | наливне, Херсонська обл.           | -                      | 1,0    | 62,3       | 63,0                 |
| Курахівське                                | р. Вовча                           | 275                    | 114,8  | 15,3       | 62,5                 |
| Макортівське                               | р. Саксагань                       | 85,0                   | 81,8   | 13,3       | 57,9                 |
| Південне                                   | наливне, Канал Дніпро — Кривий Ріг | -                      | 96,5   | 11,3       | 57,3                 |
| Лиман (водойма-охолоджувач Зміївської ТЕС) | наливне, Харківська обл.           | -                      | 91,0   | 12,5       | 53,1                 |
| Бурштинське                                | р. Гнила Липа                      | 7,0                    | 229,0  | 12,6       | 49,9                 |
| Старокримське                              | р. Кальчик                         | 18,0                   | 41,0   | 4,5        | 45,2                 |
| Хрінницьке                                 | р. Стир                            | 380                    | 187,3  | 20,5       | 45,0                 |
| Старобешівське                             | р. Кальміус                        | 153                    | 92,0   | 9,0        | 44,0                 |
| Іскрівське                                 | р. Інгулець                        | 366                    | 75,0   | 11,2       | 40,7                 |
| Софіївське                                 | р. Інгул                           | 108                    | 39,5   | 4,7        | 36,0                 |
| Сімферопольське                            | р. Салгир                          | 157                    | 291,5  | 3,23       | 36,0                 |
| Фронтове                                   | наливне, Північно-Кримський канал  | -                      | 94,0   | 2,70       | 24,0                 |
| Партизанське                               | р. Альма                           | 50,6                   | 272,0  | 2,25       | 34,4                 |
| Жовтневе                                   | р. Мокрий Ізюмець                  | 5,0                    | 42,5   | 4,25       | 31,0                 |
| Іршанське                                  | р. Ірша                            | 79,2                   | 185,0  | 6,91       | 30,2                 |
| Щедрівське                                 | р. Південний Буг                   | 681                    | 265,5  | 13,3       | 30,1                 |
| Клебан-Бикське                             | р. Клебан-Бик                      | 2,0                    | 102,75 | 6,50       | 27,8                 |
| Загорське                                  | р. Кача                            | 53,0                   | 345,0  | 1,56       | 27,8                 |
| Теребле-Ріцьке                             | р. Теребля                         | 36,0                   | 515,0  | 1,55       | 24,0                 |
| Станційне                                  | наливне, Північно-Кримський канал  | -                      | 94,0   | 2,70       | 24,0                 |
| Трав'янське                                | р. Харків                          |                        |        | 5,92       | 22,2                 |
| Муромське                                  | р. Муром                           |                        |        | 4,08       | 14,0                 |
| Великобурлуцьке                            | р. Великий Бурлук                  |                        |        | 4,10       | 14,2                 |
| Орільське                                  | р. Оріль                           |                        |        | 7,00       | 13,8                 |
| Олександрівське                            | р. Мокрий Мерчик                   |                        |        | 3,52       | 11,4                 |
| В'ялівське                                 | р. В'ялий                          |                        |        | 1,70       | 10,0                 |